# Bijoux Medusa
Bijoux Medusa es una empresa canadiense de joyería. Ha recibido los premios MEI por el Ministerio de Economía y la Innovación durante la primera edición de Expo Techno 2019.

## Historia
La empresa fue fundada en Chicoutimi por Julien Duguay en 2017 y sus tiendas se encuentran en Chicoutimi, Quebec y Montreal. Además, también venden productos en línea a través de su página web y aplicación móvil.
Es una empresa especializada en la venta de joyas de oro y diamantes para hombres y mujeres. Su gama de productos incluye anillos, cadenas, colgantes, collares, pulseras, pendientes y relojes. La mayoría de los diseños están fabricados en oro de 10 quilates, con opciones de oro de 14 y 18 quilates disponibles bajo pedido.
Adquirió los tres anillos de la Copa Stanley de Mario Tremblay, así como el trofeo de la Copa Molson, que se exponen en la Bijouterie de Québec para los aficionados al hockey.
En 2022, abrió su nueva tienda en el sector de Lebourgneuf, en Quebec.
En 2023, fue finalista del Premio al Minorista de Joyería Canadiense del Año. Son distribuidores autorizados de Versace.